# Walter Broda
Pour les articles homonymes, voir Broda.
Temple de la renommée : 1967
Walter Edward Broda, dit Turk Broda, (né le 15 mai 1914 à Brandon dans le Manitoba au Canada et mort le 17 octobre 1972) est un gardien de but professionnel de hockey sur glace.
Il est originaire de Pologne par son père mais sa famille venait d'Ukraine[réf. nécessaire].

## Carrière de joueur
Il commence sa carrière avec les Monarchs de Winnipeg de la ligue de hockey du Manitoba en 1933 et devient professionnel en 1935 en signant pour les Olympics de Détroit de la Ligue internationale de hockey.
Après une saison à Détroit, il est acheté par les Maple Leafs de Toronto de la Ligue nationale de hockey pour 7 500 dollars. En concurrence avec George Hainsworth, Broda prend le dessus et joue toute sa carrière de LNH pour les Maple Leafs et gagne en 1941 le trophée Vézina du meilleur gardien de la saison. Il est également sélectionné dans l'équipe type de la saison. La saison suivante, il mène son équipe à la Coupe Stanley et gagne sa place dans la seconde équipe type de la saison.
Entre 1943 et 1945, il ne joue pas au hockey et est mobilisé pour la seconde Guerre mondiale. À son retour en Amérique du Nord, il retrouve sa place au sein des Maple Leafs et gagne trois nouvelles coupes Stanley - en 1947, 1948 et 1949 - ainsi qu'un nouveau trophée Vézina en 1948.
Il est sélectionné pour jouer le premier Match des étoiles de la LNH ainsi que les éditions suivantes en 1948, 1949 et 1950.
En 1951, il remporte sa dernière coupe Stanley et prend sa retraite en 1952. 
En 1967, il est admis en tant que membre du Temple de la renommée du hockey.  En 1998, il est nommé au 60e rang des 100 plus grands joueurs de hockey de l'histoire par le magazine The Hockey News.

## Carrière d'entraineur
Après sa carrière de joueur, il devient entraineur-chef d'équipes de hockey professionnelles. Il débute cette carrière avec les Sénateurs d'Ottawa  dans la Ligue de hockey sénior du Québec pour la saison 1953-1954. 
Quatre saisons plus tard, il devient l'entraîneur des Marlboros de Toronto de l'Association de hockey de l'Ontario - aujourd'hui Ligue de hockey de l'Ontario. Il sera entraineur de cette équipe durant 9 saisons jusqu'à celle de 1962-1963. Pendant cette période, il mène son équipe à trois victoires de la Coupe J.-Ross-Robertson comme champion des séries éliminatoires de l'AHO. Il remporte le trophée en 1955, 1956 et 1958. Il occupe le poste pendant cinq saisons et remporte dès sa première année la Coupe Memorial avec les Marlboros.
En 1963, il change de franchise et entraîne alors tour à tour les Checkers de Charlotte (de l'Eastern Hockey League), les Nationals de London (de l'AHO) et enfin il réalise sa dernière année derrière un banc de hockey pour les As de Québec de la Ligue américaine de hockey.

## Vie personnelle
Il meurt en 1972 des suites d'une crise cardiaque.

## Statistiques
| Saison     | Équipe                 | Ligue      |     | Saison régulière | Saison régulière | Saison régulière | Saison régulière | Saison régulière | Saison régulière | Saison régulière | Saison régulière | Saison régulière | Saison régulière |    | Séries éliminatoires | Séries éliminatoires | Séries éliminatoires | Séries éliminatoires | Séries éliminatoires | Séries éliminatoires | Séries éliminatoires | Séries éliminatoires | Séries éliminatoires |
| Saison     | Équipe                 | Ligue      | PJ  | V                | D                | Pr/N             | Min              | BC               | Moy              | % Arr            | Bl               | Pun              | PJ               | V  | D                    | Min                  | BC                   | Moy                  | % Arr                | Bl                   | Pun                  |                      |                      |
| 1932-1933  | Native Sons de Brandon | M-Cup      | 7   | 2                | 2                | 3                | 460              | 9                | 1,17             |                  | 0                |                  | 7                | 2  | 2                    | 460                  | 9                    | 1,17                 |                      | 0                    |                      |                      |                      |
| 1933-1934  | Monarchs de Winnipeg   | MJHL       | 12  | 1                | 11               | 0                | 720              | 51               | 4,25             |                  | 0                |                  | 3                | 1  | 2                    | 180                  | 12                   | 4                    |                      | 0                    |                      |                      |                      |
| 1933-1934  | Monarchs de Winnipeg   | MHL        | 1   | 0                | 1                | 0                | 60               | 6                | 6                |                  | 0                |                  | -                | -  | -                    | -                    | -                    | -                    | -                    | -                    | -                    |                      |                      |
| 1934-1935  | Farm Crest de Détroit  | MOHL       | 2   | 1                | 1                | 0                | 120              | 4                | 2                |                  | 0                |                  | -                | -  | -                    | -                    | -                    | -                    | -                    | -                    | -                    |                      |                      |
| 1935-1936  | Olympics de Détroit    | LIH        | 47  | 26               | 18               | 3                | 2890             | 101              | 2,1              |                  | 6                | 0                | 6                | 6  | 0                    | 365                  | 8                    | 1,32                 |                      | 1                    |                      |                      |                      |
| 1936-1937  | Maple Leafs de Toronto | LNH        | 45  | 22               | 19               | 4                | 2770             | 106              | 2,3              |                  | 3                | 0                | 2                | 0  | 2                    | 133                  | 5                    | 2,25                 |                      | 0                    | 0                    |                      |                      |
| 1937-1938  | Maple Leafs de Toronto | LNH        | 48  | 24               | 15               | 9                | 2980             | 127              | 2,56             |                  | 6                | 0                | 7                | 4  | 3                    | 452                  | 13                   | 1,73                 |                      | 1                    | 0                    |                      |                      |
| 1938-1939  | Maple Leafs de Toronto | LNH        | 48  | 19               | 20               | 9                | 2990             | 107              | 2,15             |                  | 8                | 0                | 10               | 5  | 5                    | 616                  | 20                   | 1,95                 |                      | 2                    | 0                    |                      |                      |
| 1939-1940  | Maple Leafs de Toronto | LNH        | 47  | 25               | 17               | 5                | 2900             | 108              | 2,23             |                  | 4                | 0                | 10               | 6  | 4                    | 656                  | 19                   | 1,74                 |                      | 1                    | 0                    |                      |                      |
| 1940-1941  | Maple Leafs de Toronto | LNH        | 48  | 28               | 14               | 6                | 2970             | 99               | 2                |                  | 5                | 0                | 7                | 3  | 4                    | 438                  | 15                   | 2,06                 |                      | 0                    | 0                    |                      |                      |
| 1941-1942  | Maple Leafs de Toronto | LNH        | 48  | 27               | 18               | 3                | 2960             | 136              | 2,76             |                  | 6                | 0                | 13               | 8  | 5                    | 780                  | 31                   | 2,38                 |                      | 1                    | 0                    |                      |                      |
| 1942-1943  | Maple Leafs de Toronto | LNH        | 50  | 22               | 19               | 9                | 3000             | 159              | 3,18             |                  | 1                | 0                | 6                | 2  | 4                    | 440                  | 20                   | 2,73                 |                      | 0                    | 0                    |                      |                      |
| 1945-1946  | Maple Leafs de Toronto | LNH        | 15  | 6                | 6                | 3                | 900              | 53               | 3,53             |                  | 0                | 0                | -                | -  | -                    | -                    | -                    | -                    | -                    | -                    | -                    |                      |                      |
| 1946-1947  | Maple Leafs de Toronto | LNH        | 60  | 31               | 19               | 10               | 3600             | 172              | 2,87             |                  | 4                | 0                | 11               | 8  | 3                    | 680                  | 27                   | 2,38                 |                      | 1                    | 0                    |                      |                      |
| 1947-1948  | Maple Leafs de Toronto | LNH        | 60  | 32               | 15               | 13               | 3600             | 143              | 2,38             |                  | 5                | 2                | 9                | 8  | 1                    | 557                  | 20                   | 2,15                 |                      | 1                    | 10                   |                      |                      |
| 1948-1949  | Maple Leafs de Toronto | LNH        | 60  | 22               | 25               | 13               | 3600             | 161              | 2,68             |                  | 5                | 0                | 9                | 8  | 1                    | 574                  | 15                   | 1,57                 |                      | 1                    | 2                    |                      |                      |
| 1949-1950  | Maple Leafs de Toronto | LNH        | 68  | 30               | 25               | 12               | 4040             | 167              | 2,48             |                  | 9                | 2                | 7                | 3  | 4                    | 449                  | 10                   | 1,34                 |                      | 3                    | 0                    |                      |                      |
| 1950-1951  | Maple Leafs de Toronto | LNH        | 31  | 14               | 11               | 5                | 1827             | 68               | 2,23             |                  | 6                | 4                | 8                | 5  | 1                    | 492                  | 9                    | 1,1                  |                      | 2                    | 0                    |                      |                      |
| 1951-1952  | Maple Leafs de Toronto | LNH        | 1   | 0                | 1                | 0                | 30               | 3                | 6                |                  | 0                | 0                | 2                | 0  | 2                    | 120                  | 7                    | 3,5                  |                      | 0                    | 0                    |                      |                      |
| Totaux LNH | Totaux LNH             | Totaux LNH | 629 | 302              | 224              | 101              | 38167            | 1609             | 2,53             |                  | 62               | 8                | 101              | 60 | 39                   | 6386                 | 211                  | 1,98                 |                      | 13                   | 12                   |                      |                      |

### Trophées et honneurs personnels
- Ligue nationale de hockey
  - Coupe Stanley - vainqueur avec les Maple Leafs de Toronto en 1942, 1947, 1948, 1949 et 1951
  - Trophée Vézina - 1941 et 1948
  - 2017 - nommé parmi les 100 plus grands joueurs de la LNH à l'occasion du centenaire de la ligue[6]
- Maple Leafs de Toronto
  - Son maillot, le numéro 1, est affiché dans le Maple Leaf Gardens en 1994-1995 même s'il n'est pas retiré par l'organisation. Johnny Bower a également porté le 1 honoré[7].
  - Une statue de bronze à son image devant le Scotiabank Arena depuis octobre 2016

### Bilan de carrière
Il a joué 629 matchs dans la LNH pour les Maple Leafs lors de la saison régulière enregistrant 302 victoires, 101 matchs nuls et 224 défaites. Au cours des 101 matchs de séries éliminatoires, il gagne 60 matchs. Il réalise également 62 blanchissages en saison régulière, le plaçant dans les meilleurs joueurs de l'histoire de la ligue pour cet exercice. Au total, il aura joué 44 556 minutes.
Ses 62 blanchissages et 302 victoires sont un record pour un gardien de la franchise des Maple Leafs.